# Tobes (Guadalajara)
Tobes fue una localidad española, hoy día deshabitada, del municipio de Sienes, perteneciente a la provincia de Guadalajara, en la comunidad autónoma de Castilla-La Mancha.

## Historia
A mediados del siglo XIX, el lugar, por entonces con ayuntamiento propio, tenía contabilizada una población de 50 habitantes. Aparece descrito en el decimocuarto volumen del Diccionario geográfico-estadístico-histórico de España y sus posesiones de Ultramar de Pascual Madoz de la siguiente manera:

TOBES: l. con ayunt. en la prov. de Guadalajara (12 leg.), part. jud. y dióc. de Sigüenza (3), aud. terr. de Madrid (22), c. g. de Castilla la Nueva. sit. en llano sobre una pequeña colina, con buena ventilacion y clima sano. Tiene 20 casas; la consistorial que sirve de cárcel; escuela de instruccion primaria frecuentada por 6 alumnos; una fuente de buenas aguas; una igl. parr. (San Agustin) matriz de la de Querencia. Confina el térm. con los de Sienes, Valdelcubo, Querencia, Villacorta, Conquezuela y Olmedillas. El terreno, bañado por un arroyo que se forma de la fuente que surte al vecindario, es de mediana calidad. caminos: los que dirigen á los pueblos limítrofes, todos de herradura, en buen estado. correo: se recibe y despacha en Sigüenza. prod.: trigo, cebada, avena, legumbres, leñas de roble para combustible y buenos pastos, con los que se mantiene ganado lanar, vacuno, mular y asnal. ind.: la agrícola y recriacion de ganados. pobl. 15 vec., 50 alm. cap. prod.: 556,200 rs. imp.: 22,250. contr.: 1,390.
(Madoz, 1849, p. 768)

En 1988, Tobes ya estaba despoblado.